# Халина Пошвятовска
Халѝна Пошвято̀вска (на полски: Halina Poświatowska; родена на 9 май 1935 г. в Ченстохова, починала на 11 октомври 1967 г. във Варшава) е полска писателка.

## Биография
Писателката е родена в Ченстохова с моминско име Хелена Мига. На 15 януари 1945 година в смутните дни при освобождаването на родния ѝ град от Червената армия, родителите ѝ решават да я скрият в мазето. Халина прекарва три дни в студеното и влажно помещение. Стрептококови бактерии атакуват тялото ѝ, причиняват ѝ артрит и като резултат увреждания на сърцето. Поради това прекарва голяма част от живота си в болници и санаториуми, където се среща и с бъдещия си съпруг, Адолф Пошвятовски. Само две години след сватбата им, 21-годишна, тя вече е вдовица. През 1958 г. благодарение на средства, събрани от американските поляци, претърпява сложна сърдечна операция в САЩ. Тя прекарва там три години и следва в Колежа Смит в Нортхемптън. През 1961 г. променя името си от Хелена на Халина. След завръщането си в Полша следва философия в Ягелонския университет. Работи върху докторската си дисертация във Факултета по философия и история там. През 1967 г. здравето ѝ се влошава, затова се решава на следващата операция на сърцето, но осем дни след операцията почива на 32-годишна възраст.

## Творчество
- „Hymn Bałwochwalczy“ (1958)
- „Dzień dzisiejszy“ (1963)
- „Oda do rąk“ (1966)
- „Opowieść dla przyjaciela“ (1967)
- „Jeszcze jedno wspomnienie“ (1968)
- „Wiersze wybrane“ (1975)
- „Poezje wybrane“ (1976)
- „Trzeba iść“ (1987)
- „Jestem“ (1991)
- „Rozcinam pomarańczę bólu“ (1991)

## Издания на български
- „Още един спомен“, поезия и проза (1997) – изд.„Карина М“, София, прев. на поезията Здравко Кисьов, прев. на прозата Благовеста Лингорска, с предговор от Здравко Кисьов.
- „Мога само да обичам“, на полски: „Umiem tylko kochać“ (2011) – изд. „Фабер“, Велико Търново, двуезично издание, прев. Лъчезар Селяшки.

## Памет
На Халина Пошвятовска са посветени много книги. Една от първите е Малгожата Шулчинска с книгата „Nie popełniłam zdrady“, в която рождената дата на Пошвятовска е коригирана от 9 юли на 9 май. Камиля Блажейовска пише „Uparte serce“. Друго лице на Халина Пошвятовска показва в книгата си Гражина Борковска – „Nierozważna i nieromantyczna“.
От 1974 г. в Ченстохова се провежда национален поетичен конкурс на нейно име. През 2007 г. е открит Музей на Халина Пошвятовска.
Гробът на Халина и Адолф Пошвятовски се намира в гробището на св. Рох в Ченстохова.

## Награди
- Nagroda pierścienia (1967)